# فرانسیلی
فرانسیلی (پرتغالی: Francielle؛ زادهٔ ۱۸ اکتبر ۱۹۸۹) بازیکن فوتبال زن اهل برزیل است.
از باشگاه‌هایی که در آن بازی کرده‌است می‌توان به باشگاه فوتبال زنان سانتوس، بوستون بریکرز، باشگاه فوتبال کورینتیانس، اسکای بلو اف‌سی، و باشگاه فوتبال سان خوزه اشاره کرد.
وی همچنین در تیم‌های ملی فوتبال زنان برزیل بازی کرده‌است.
وی در مسابقات کشوری و بین‌المللی در مجموع برندهٔ ۱ مدال نقره شده‌است.